# Kepler-186
Kepler-186 es una enana roja de tipo M1 de secuencia principal, ubicada en la constelación Cygnus, a 178,5 pársecs (582 años luz) de distancia. La estrella es un poco más fría que el sol y tiene aproximadamente la mitad de su metalicidad. Se sabe que tiene cinco planetas, incluido el primer planeta del tamaño de la Tierra descubierto en la zona habitable: Kepler-186f. La estrella alberga otros cuatro planetas descubiertos hasta ahora, aunque todos orbitan en el interior de la zona habitable.

## Sistema planetario

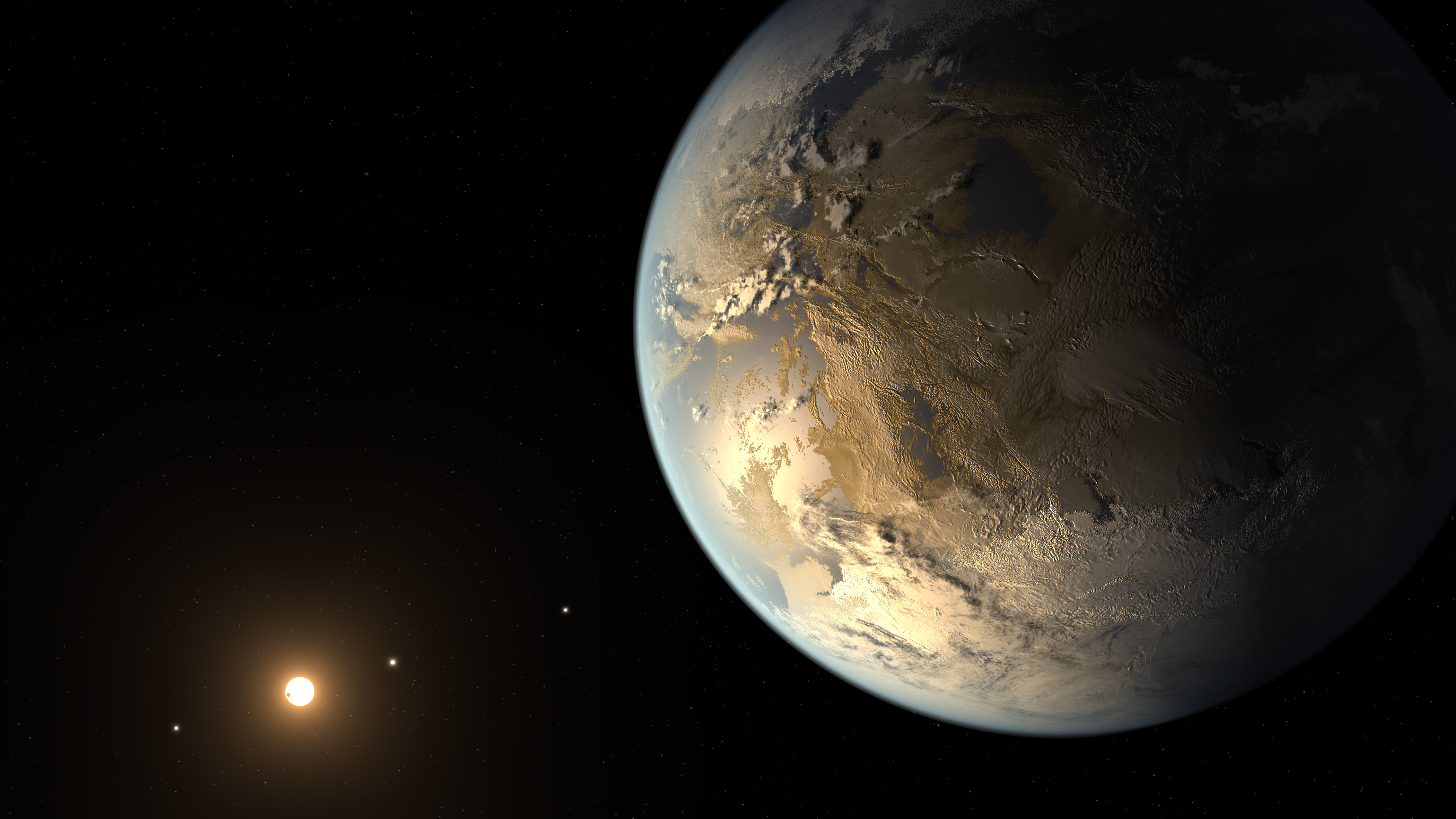
La sonda Kepler de la NASA descubre el primer planeta del tamaño de la Tierra en la «zona habitable» de otra estrella 17 de abril de 2014

Se espera que los cinco planetas descubiertos alrededor de Kepler-186 tengan una superficie sólida. El más pequeño, Kepler-186b, es sólo un 8% más grande que la Tierra, mientras que el más grande, Kepler-186d, es casi un 40% más grande.
Los cuatro planetas más internos probablemente estén bloqueados por las mareas, pero Kepler-186f está más lejos, donde los efectos de las mareas de la estrella son mucho más débiles, por lo que es posible que no haya habido suficiente tiempo para que su giro se desacelere tanto. Debido a la muy lenta evolución de las estrellas enanas rojas, la edad del sistema Kepler-186 no está bien limitada, aunque es probable que supere unos pocos miles de millones de años. Hay una probabilidad de aproximadamente 50-50 de que esté bloqueado por mareas. Dado que está más cerca de su estrella que la Tierra del Sol, probablemente rotará mucho más lentamente que la Tierra; su día podría durar semanas o meses (consulte Efectos de las mareas sobre la velocidad de rotación, la inclinación axial y la órbita).
Las simulaciones de formación planetaria también han demostrado que podría haber un planeta adicional de baja masa que no esté en tránsito entre Kepler-186e y Kepler-186f. Si este planeta existe, probablemente no sea mucho más masivo que la Tierra. Si así fuera, su influencia gravitacional probablemente impediría el tránsito de Kepler-186f. Las conjeturas que involucran la ley de Titius-Bode (y la ley de Dermott relacionada) indican que podrían encontrarse varios planetas restantes en el sistema: dos pequeños entre e y f y otro más grande fuera de f. Ese hipotético planeta exterior debe tener un radio orbital superior a 16,4 AU para que el sistema planetario permanezca estable.
La baja metalicidad de la estrella con una metalicidad de -0,26, o para decirlo de otra manera, aproximadamente la mitad que la del Sol, se asocia con una menor probabilidad de que existan planetas en general y planetas gigantes específicamente, pero con una mayor probabilidad de planetas del tamaño de la Tierra, en un estudio general de las estrellas.
| Planeta | Masa     | Semieje mayor (UA) | Periodo orbital (días) | Excentricidad | Inclinación | Radio   |
| ------- | -------- | ------------------ | ---------------------- | ------------- | ----------- | ------- |
| b       | ~1.24 M⊕ | 0.0378             | 3.8867907              | <0.24         | 83.65 °     | 1.08 R⊕ |
| c       | ~2.1 M⊕  | 0.0574             | 7.267302               | <0.24         | 85.94 °     | 1.25 R⊕ |
| d       | ~2.54 M⊕ | 0.0861             | 13.342996              | <0.25         | 87.09 °     | 1.39 R⊕ |
| e       | ~2.15 M⊕ | 0.1216             | 22.407704              | <0.24         | 88.24 °     | 1.33 R⊕ |
| f       | ~1.71 M⊕ | 0.432              | 129.9444               | <0.04         | 89.90 °     | 1.17 R⊕ |